# Kanton Meaux
Kanton Meaux is een kanton van het Franse departement Seine-et-Marne. Het kanton maakt deel uit van het arrondissement Meaux (3). Het heeft een oppervlakte van 14.95 km² en telt 54 991 inwoners in 2017, dat is een dichtheid van 3678 inwoners/km².
Het werd opgericht bij decreet van 18 februari 2014 met uitwerking in maart 2015.

## Gemeenten
Het kanton Meaux omvat uitsluitend de gemeente Meaux die tot 2014 - samen met andere gemeenten - verdeeld was over de kantons Meaux-Nord en Meaux-Sud